# Campeonato de Primera División 1904 (Argentina)
La Copa Campeonato 1904 fue el decimotercer torneo de Primera División. Se disputó por el sistema de todos contra todos, en dos ruedas, entre el 9 de mayo y el 24 de septiembre.
El campeón fue el Belgrano Athletic Club, cortando la racha del Alumni Athletic Club.

## Incorporaciones y relegamientos
| Pos  | Equipo incorporado |
| ---- | ------------------ |
| Prom | Estudiantes (BA)   |

| Pos | Equipo relegado en la temporada 1903 |
| --- | ------------------------------------ |
| 6.º | Flores Athletic                      |

## Tabla de posiciones final
| Pos | Equipo            | Pts | PJ | G | E | P | GF | GC | Dif |
| --- | ----------------- | --- | -- | - | - | - | -- | -- | --- |
| 1.º | Belgrano Athletic | 19  | 10 | 9 | 1 | 0 | 30 | 9  | 21  |
| 2.º | Alumni            | 13  | 10 | 5 | 3 | 2 | 18 | 9  | 9   |
| 3.º | Lomas Athletic    | 11  | 10 | 5 | 1 | 4 | 9  | 10 | -1  |
| 4.º | Barracas Athletic | 10  | 10 | 5 | 0 | 5 | 13 | 16 | -3  |
| 5.º | Estudiantes (BA)  | 5   | 10 | 2 | 1 | 7 | 12 | 27 | -15 |
| 6.º | Quilmes           | 2   | 10 | 1 | 0 | 9 | 8  | 19 | -11 |